# Lucy Griffiths
Lucy Griffiths (n. 10 octombrie 1986, Brighton, Anglia, Regatul Unit) este o actriță britanică.

## Roluri

### Televiziune
- Robin Hood (2006-2007) ca Marian
- Sugar Rush (2006) ca Letty
- Sea of Souls (2006) ca Rebecca
- Preacher  (2016)  ca Emily Woodrow

### Teatru
- The White Devil (2006 - Pavillion Theatre, Brighton) ca Marcella/Giovanni
- Otello (2001, Glyndebourne) (Children's chorus)
- La bohème (2000, Glyndebourne) (Children's chorus)